# Betriebliche Ausbildungsbeteiligung
Die Teilnahme der Betriebe an der Berufsausbildung wird als betriebliche Ausbildungsbeteiligung bezeichnet. Definiert wird sie als Anteil der ausbildenden Betriebe an den Betrieben insgesamt oder kurz als Ausbildungsbetriebsquote.
Angewendet wird die Quote vor allem im jährlichen Berufsbildungsbericht der Bundesregierung, in entsprechenden Berichten der Länder oder auch in Forschungsberichten. Die Ausbildungsbetriebsquote soll das Engagement der Wirtschaft in der betrieblichen Berufsausbildung unter verschiedenen Gesichtspunkten aufzeigen. Es sind vor allem Veränderungen im Zeitverlauf, die sektorale Gliederung nach Wirtschaftszweigen (Land- und Forstwirtschaft, verarbeitendes Gewerbe etc.) und die Verteilung auf Betriebsgrößen. Unter diesem Gesichtspunkt ist die betriebliche Ausbildungsbeteiligung von Großbetrieben besonders aufschlussreich.

## Ausbildungsbetriebsquoten in der Beschäftigtenstatistik
Betriebe, Ausbildungsbetriebe, Beschäftigte und Auszubildende werden von der Bundesagentur für Arbeit regelmäßig in der Beschäftigtenstatistik erfasst. Die nachstehende Tabelle stellt die qualitative Ausbildungsbeteiligung der Betriebe in Form der Ausbildungsbetriebsquote und deren quantitativen Ausbildungsleistungen, die Ausbildungsquote dar. Beide Quoten werden nach Betriebsgrößenklassen aufgeschlüsselt und sind dem Berufsbildungsbericht 2007 zu entnehmen.
Bemerkenswert ist zunächst die gegenläufige Entwicklung von Ausbildungsbetriebsquoten (Übersicht: Teil I a) und Ausbildungsquoten (Übersicht: Teil I b). Mit wachsender Betriebsgröße nehmen die Ausbildungsquoten ab, während die Ausbildungsbetriebsquoten deutlich ansteigen. Bei Großbetrieben mit mehr als 500 Beschäftigten erreicht die Ausbildungsbetriebsquote knapp 91 Prozent. Bei Kleinbetrieben mit weniger als 10 Beschäftigten beträgt sie gut 17 Prozent. Der Eindruck, Großbetriebe seien in der betrieblichen Berufsausbildung besonders engagiert, weil sie beinahe alle Ausbildungsbetriebe sind, wird von den Ausbildungsquoten, die quantitativen Ausbildungsleistungen messen, nicht bestätigt.  Im Gegenteil, während auf 100 Beschäftigte bei Kleinbetrieben im Schnitt 8,2 Auszubildende entfallen, sind es bei Großbetrieben nur 5,6 (Übersicht: Teil I b). – Unter Berücksichtigung der Betriebsgröße gilt: daher: je höher die Ausbildungsbeteiligung der Betriebe, desto geringer der Anteil der von ihnen ausgebildeten Jugendlichen.
Die neuen Bundesländer stellen hier eine bemerkenswerte Ausnahme dar. Denn nur für die alten Bundesländer ist die Verlagerung eines gewichtigen Teils der Nachwuchsausbildung auf Klein- und Mittelbetriebe typisch (Übersicht: Teil III). Für die neuen Bundesländer gilt das Gegenteil. Dort tragen Großbetriebe weit überproportional zur Berufsausbildung bei. Ursache der Unterschiede zwischen alten und neuen Ländern dürfte vor allem die Finanzierung von Ausbildungsplätzen durch die öffentliche Hand sein.

## Die Struktur der Ausbildungsbetriebsquote und ihre Mängel
Eine Eigentümlichkeit der Quote und ein erster Hinweis auf ihre besondere Struktur ist ihre unmittelbare Abhängigkeit von der Größe der Betriebe. Im Gegensatz zur Ausbildungsquote hat die Ausbildungsbetriebsquote noch eine weitere bemerkenswerte Eigenschaft: Sie lässt alle quantitativen Komponenten der Ausbildungsleistung außer Acht. Sobald ein Betrieb ausbildet, spielt für die Ausbildungsbetriebsquote weder die Zahl der ausgebildeten Jugendlichen, noch die Zahl der Beschäftigten eine Rolle. Das ist zwar ein Mangel, weil die vorhandenen Informationen nicht ausgeschöpft werden. Es sagt aber nichts über den mit wachsender Betriebsgröße zunehmenden Anteil von Ausbildungsbetrieben aus.
Ob ein Betrieb ausbildet oder nicht, so wird meist angenommen, hänge von dessen Nachwuchsbedarf, seiner Wirtschaftskraft, der Konjunktur oder anderen Faktoren ab, aber schwerlich von dessen Größe. Doch unter identischen Bedingungen ist der Anteil der ausbildenden Betriebe unter Großbetrieben notwendig deutlich höher als unter Kleinbetrieben.
Folgendes Beispiel (I) belegt diesen Zusammenhang. Wenn drei Betriebe – die alle ausbilden – sich aus je 1000 Beschäftigten zusammensetzen, darunter pro Betrieb 70 Auszubildende, dann haben die drei Betriebe insgesamt 3000 Beschäftigte und 210 Auszubildende. Die Ausbildungsbetriebsquote beträgt unter dieser Voraussetzung in der Betriebsgrößenklasse mit 1000 Beschäftigten und drei Betrieben, da alle ausbilden, 100 Prozent. Werden die insgesamt 3000 Beschäftigten der drei Ausbildungsbetriebe in einem ersten Schritt auf 300 kleinere Betriebe mit je 10 Beschäftigten aufgeteilt, dann können unter den 300 Betrieben im günstigsten Falle 210 Ausbildungsbetriebe sein (70 × 3 = 210), und das ergibt eine Ausbildungsbetriebsquote von 70 Prozent (210 / 300 = 0,7). Werden die 3000 Beschäftigten in einem weiteren Schritt nicht auf 300, sondern auf 600 Betriebe mit jeweils fünf Beschäftigten aufgeteilt, dann können unter den 600 Betrieben wiederum höchstens 210 Ausbildungsbetriebe sein. Die Ausbildungsbetriebsquote sinkt unter diesen Voraussetzungen auf 35 Prozent (210 / 600 = 0,35). 
Obgleich die Zahl der Beschäftigten wie der Auszubildenden unverändert bleiben, nimmt die Ausbildungsbetriebsquote allein wegen der abnehmenden Betriebsgrößen deutlich ab.
Woran das liegt, soll durch ein weiteres Beispiel (II) erklärt werden. Angenommen alle Betriebe bilden Jugendliche im Umfang der durchschnittlichen Ausbildungsbeteiligung von etwa sieben Prozent der Beschäftigten aus. Unter dieser Bedingung müssen Großbetriebe mit 1000 Beschäftigten jährlich 70 Jugendliche ausbilden, während Kleinbetriebe mit nur sieben Beschäftigten 7 × 0,07 = 0,5 Jugendliche auszubilden hätten. Da dies nicht möglich ist, muss – bei einer im Schnitt dreijährigen Ausbildungszeit – statt eines halben Jugendlichen in drei Jahren, ein Jugendlicher innerhalb eines Zeitraums von sechs Jahren ausgebildet werden. Das hat aber zur Folge, dass bei der jährlichen Erfassung der Ausbildungsbetriebe im Schnitt nur noch die Hälfte der ihren Nachwuchsbedarf ausbildenden Kleinbetriebe gezählt wird. Die andere Hälfte bildet gerade nicht aus. Die entsprechende Ausbildungsbetriebsquote beträgt daher nur noch 50 Prozent. Das gilt, obgleich gemessen an der Beschäftigtenzahl dieselben quantitativen Ausbildungsleistungen erbracht werden wie von den als Beispiel genannten Großbetrieben mit 70 Auszubildenden.
Schränken die besagten Kleinbetriebe ihr Ausbildungsengagement weiter ein – sei es aus Mangel an Aufträgen oder geeigneten Bewerbern – und bilden pro Betrieb nur noch einen Jugendlichen im Zeitraum von acht Jahren aus, dann sinkt die Ausbildungsbetriebsquote weiter. Doch selbst wenn die genannten Großbetriebe ihr Ausbildungsengagement halbieren und nur noch 35 Jugendliche ausbilden, so hat das keinerlei Einfluss auf die Ausbildungsbetriebsquote. Sie bleiben auch dann Ausbildungsbetriebe und ihre Ausbildungsbeteiligung beträgt daher weiterhin 100 Prozent. 
Großbetriebe sind daher, solange sie ausbilden, unabhängig vom Umfang ihres Ausbildungsengagements, und damit auch gegen Schwankungen der Ausbildungsbetriebsquote gefeit. Sie beträgt stets 100 Prozent. Die Ausbildungsbetriebsquote von Kleinbetrieben sinkt demgegenüber sofort unter 100 Prozent, wenn nicht alle Betriebe kontinuierlich ausbilden. Es genügt, wenn einem der Betriebe der entscheidende Jugendliche fehlt, der ihn zum Ausbildungsbetrieb macht. Das gilt selbst dann, wenn dieser Betrieb sein Ausbildungsengagement durch eine überproportionale längerfristige Nachwuchsausbildung unter Beweis stellt. Je geringer die Größe der Ausbildungsbetriebe, desto sensibler reagiert ihre Ausbildungsbetriebsquote auf Schwankungen der Auszubildendenzahlen.
Um die Eigenart der vor allem für Kleinbetriebe geltenden diskontinuierlichen Ausbildung, und ihre Auswirkung auf die Ausbildungsbetriebsquoten anschaulicher zu machen, soll hier als Beispiel (III) der elektrische Energiebedarf von Betrieben dienen. Diese Form der Energie ist praktisch beliebig teilbar. Es gibt daher nicht wie bei der betrieblichen Ausbildung einen Schwellenwert (ein Jugendlicher), der wenn er unterschritten wird, den Ausbildungs- zum Nichtausbildungsbetrieb macht. Alle Betriebe sind vielmehr nahezu ausnahmslos ständig Nutzer elektrischer Energie. Die Betriebsgröße hat unter diesen Voraussetzungen zwar Auswirkungen auf den Umfang des Energiebedarfs, nicht aber darauf, ob elektrische Energie genutzt wird oder nicht. Die „Energienutzungsquote“ der Betriebe, wie sie in Anlehnung an die Ausbildungsbetriebsquote genannt werden könnte, betrüge also unabhängig von der Beschäftigtenzahl in Groß- wie Kleinbetrieben jeweils 100 Prozent und wäre damit praktisch nichtssagend.

## Der vermeintliche Nutzen der Ausbildungsbetriebsquote
Die Ausbildungsbetriebsquote – so wird oft angenommen – verweise auf unausgeschöpfte Ausbildungsplatzreserven. Denn gelänge es, jene Betriebe für die Ausbildung zu gewinnen, die bislang nicht ausbildeten, und daher die Ausbildungsbeteiligung mindern, dann könnten eher zusätzliche Ausbildungskapazitäten erschlossen werden als wenn Betriebe angesprochen würden, die bereits ausbilden.
Diesem Argument, das angeführt wird, wenn es um den Mangel an Ausbildungsplätzen geht und auch bei der Diskussion um die Ausbildungsplatzabgabe genannt wurde, liegt jedoch eine irrige Annahme zugrunde. Denn hohe Ausbildungsbetriebsquoten verweisen, wie die empirischen Ergebnisse der Beschäftigtenstatistik zeigen, gerade nicht auf überdurchschnittliche, sondern im Gegenteil auf unterdurchschnittliche quantitative Ausbildungsleistungen. Die Bemühungen um zusätzliche Ausbildungskapazitäten sollten also nicht vermehrt dort ansetzen, wo der Anteil der Ausbildungsbetriebe (Ausbildungsbetriebsquote) gering ist. Sie müssten sich viel eher auf jene Strukturen richten, wo der Anteil der Auszubildenden an den Beschäftigten unterdurchschnittlich ist, also bevorzugt auf die Ausbildungsleistungen von Großbetrieben. Und für solche Recherchen wäre statt der Ausbildungsbetriebsquote die Ausbildungsquote heranzuziehen. Ausbildungsbetriebsquoten, das erweist sich hier, sind heikel. Sie führen leicht zu fehlerhaften Einschätzungen und damit zu weniger effizienten Strategien, zusätzliche Ausbildungsplätze zu gewinnen.
Für Kleinbetriebe ist der Verweis auf unausgeschöpfte Ausbildungsplatzreserven besonders misslich: Denn einerseits erbringen Kleinbetriebe trotz ihrer niedrigen Ausbildungsbetriebsquoten quantitativ weit überdurchschnittliche Ausbildungsleistungen. Und andererseits können sie, wie bereits dargelegt, im Schnitt vergleichsweise hohe Ausbildungsleistungen selbst dann erbringen, wenn sie aktuell gar nicht ausbilden.
Auch für den Vergleich von Wirtschaftsbereichen, wie er auch im Berufsbildungsbericht vorgenommen wird, sind Ausbildungsbetriebsquoten ungeeignet. Denn tendenziell schneiden jene Wirtschaftsbereiche günstiger ab, die großbetrieblich strukturiert sind. Die Investitions- und Gebrauchsgüterindustrie setzt sich beispielsweise aus besonders vielen Großbetrieben zusammen. Und schon aus diesem Grunde haben sie vergleichsweise hohe Ausbildungsbetriebsquoten. Demgegenüber sind Handel, Instandsetzung und Reparatur eher kleinbetrieblich organisiert und schneiden daher ungünstiger ab, als es ihren tatsächlichen Ausbildungsleistungen entspricht.
Ähnliches gilt für Entwicklungen im Zeitverlauf. Auch hier ist der Nutzen von Ausbildungsbetriebsquoten fragwürdig. Denn aus ihren Veränderungen lassen sich in Hinblick auf den Lehrstellenmarkt keine präzisen Schlussfolgerungen ziehen. Verschieben sich beispielsweise im Verlaufe einer Rezession die Zahl der Auszubildenden von groß- zu eher kleinbetrieblichen Strukturen, wie es auch im Jahre 2004 zu beobachten war, („Schwammfunktion“ insbesondere des Handwerks), so können die Ausbildungsbetriebsquoten insgesamt steigen, auch wenn die quantitativen Ausbildungsleistungen (Ausbildungsquoten) konstant bleiben oder gar fallen. Verschieben sich andererseits die Auszubildenden infolge eines konjunkturellen Aufschwungs wieder in Richtung der Großbetriebe, so können Ausbildungsbetriebsquoten trotz unveränderter Ausbildungsleistungen fallen. Warum trotz dieser Zusammenhänge immer wieder die Ausbildungsbetriebsquote zur Beurteilung des betrieblichen Ausbildungsverhaltens eingesetzt wird, ist schwer nachvollziehbar.

## Die faktische Funktion der Ausbildungsbetriebsquote
Ist es Aufgabe der Berufsbildungsstatistik, die Strukturen des Ausbildungsstellenmarktes angemessen darzustellen, dann müsste sich die Frage nach den mit der Ausbildungsbetriebsquote angestrebten Zielen beantworten lassen. Darauf gibt es aber keine überzeugende Antwort, weil es weitgehend unerheblich ist, ob der Anteil der Ausbildungsbetriebe in einer bestimmten Betriebsgrößenklasse besonders hoch oder auch niedrig ist. Entscheidender ist, ob dort der Anteil der Auszubildenden an den Beschäftigten hoch oder niedrig ist. Eine auf die betriebliche Ausbildungsbeteiligung abhebende Fragestellung kann daher weder schlüssige Hinweise auf Ausbildungsplatzreserven geben, noch auf strukturelle Unterschiede zwischen den Wirtschaftsbereichen oder auf sinnvoll zu interpretierende Veränderungen im Zeitverlauf. Ihr fehlt damit gerade das, was für die einen Ausbildungsplatz suchenden Jugendlichen oder auch für die auf Nachwuchs angewiesene Wirtschaft hilfreich wäre.
Die Frage nach der Funktion der Ausbildungsbetriebsquote wird ergiebiger, hält man sich Folgendes vor Augen: Eine Eigenart der betrieblichen Berufsausbildung waren immer die überdurchschnittlichen quantitativen Ausbildungsleistungen von Kleinbetrieben, die gerade in Zeiten fehlender Ausbildungsplätze eine überaus wertvolle Funktion haben. Angesichts der hohen Ausbildungsleistungen von Kleinbetrieben stellt sich natürlich die Frage nach den Leistungen anderer Betriebe. Die Betonung der hohen Ausbildungsbeteiligung der Großbetriebe mit über 90 Prozent lässt sich vor diesem Hintergrund leicht als Ausgleich für ihre im Schnitt unterdurchschnittlichen quantitativen Ausbildungsleistung deuten. Denn Großbetriebe – so drängt sich eine naheliegende Schlussfolgerung auf – bilden zwar gemessen an der Zahl ihrer Beschäftigten vergleichsweise wenige Jugendliche aus, dafür aber beteiligen sich aber nahezu alle an der betrieblichen Berufsausbildung.
Schlussfolgerungen dieser Art unterlaufen aber die ausschlaggebende Frage nach den quantitativen Ausbildungsleistungen. Sie legen stattdessen nahe, dass Ausbildungsleistung (Ausbildungsquote) und Ausbildungsbeteiligung (Ausbildungsbetriebsquote) quasi miteinander verrechnet werden könnten. Damit aber kommt der Ausbildungsbeteiligung mit wachsender Betriebsgröße eine deutlich entlastende Funktion zu.
Es kann dahingestellt bleiben, ob diese Wirkung beabsichtigt ist. Bei der Ausbildungsbetriebsquote könnte es sich letztlich auch um einen „methodischen Betriebsunfall“ handeln. Die Auswirkungen dieses seit Jahren regelmäßig begangenen Fehlers dürften indes beachtlich sein. Das gilt nicht nur in Hinblick auf die immer wieder geforderte Ausbildungsplatzabgabe, bei deren Abwehr die Ausbildungsbeteiligung eine erhebliche Rolle spielte. Prekärer ist noch, dass die Ausbildungsbetriebsquote der Öffentlichkeit ein systematisch verzeichnetes Bild betrieblicher Ausbildungsrealität selbst in Zeiten andient, in denen es angesichts des fortdauernden Lehrstellenmangels der unbedingten Transparenz des Ausbildungsstellenmarktes bedürfte. Das ist angesichts der ihren Ausbildungsverpflichtungen nachkommenden Betriebe und der in den vergangenen Jahren äußerst schwierigen Lage der vielen vergeblich einen Ausbildungsplatz suchenden Jugendlichen schwer zu rechtfertigen.